# Sjeverozapadni prolaz
Sjeverozapadni prolaz je morski put kroz Arktički ocean, uz sjevernu obalu Sjeverne Amerike kroz vodene puteve između otoka Kanadskog arktičkog otočja, koji povezuje Atlantski ocean i Tihi ocean.
Brojni otoci arktičkog otočja međusobno i od kanadskog kopna su razdvojeni vodenim putevima koji zajedno čine Sjeverozapadni prolaz.  
Sjeverozapadnim prolazom prvi je plovio Roald Amundsen od 1903. do 1906.